# 메흐멧 아우렐리우
마르쿠 아우렐리우 브리투 두스 프라제리스(포르투갈어: Marco Aurélio Brito dos Prazeres, 1977년 12월 15일, 히우 지 자네이루 주 히우 지 자네이루 ~)는 메흐멧 아우렐리우(Mehmet Aurélio)로 알려진 축구 감독이자 전 축구 선수로, 현역 시절 수비형 미드필더로 활약했다. 그는 현재 페네르바흐체의 수석 코치이다. 브라질 태생인 그는 튀르키예 국가대표팀 경기에 44번 출전해 2골을 넣었다.

## 클럽 경력
메흐멧 아우렐리우는 모국 브라질의 플라멩구에서 축구를 시작해 100경기 이상 출전하였고, 이후 올라리아로 이적했다.
그는 2001년 6월에 트라브존스포르에 입단하면서 튀르키예 무대에 들어섰고, 2003년 6월에는 페네르바흐체에 합류해, 소속 구단의 주축 선수로 거듭났다. 그는 튀르키예에서 생활하면서 수 차례 우승을 거두었는데, 쉬페르리그를 3번 우승했고, 쉬페르 쿠파를 1번 우승했고, 트라브존스포르 소속으로 튀르키예 쿠파스도 들어올렸다. 그는 이후 스페인의 베티스로 이적해 69번의 경기에 출전해 6골을 넣고, 자유 이적으로 베식타시와 2년 계약을 맺고 입단했다. 그는 베식타시에서 기본 급여 외에 경기 출전 횟수에 따라 수당을 받았다. 2011년 5월 11일, 그는 이스탄불에서 열린 이스탄불 연고의 이스탄불 바샥셰히르와의 튀르키예 쿠파스 경기에서 승부차기 주자로 나서서 페널티 구역에서 골망을 흔들었고, 대회 우승에 일조했다.(결과는 연장전 끝에 2-2, 승부차기 4-3) 그의 베식타시 계약은 2012년 여름자로 만료되었다.
메흐멧 아우렐리우는 2013년 3월 1일에 친정 올라리아로 복귀해 시즌 끝에 은퇴했다.

## 국가대표팀 경력
메흐멧 아우렐리우는 2006년 8월, 룩셈부르크전에서 튀르키예 국가대표팀 신고식을 치렀다. 그는 유로 2008 예선에서 파티흐 테림 사단의 주전으로서 12경기 중 11번의 경기에 선발로 출전했다.

## 경기 방식
아우렐리우는 수비형이나 중앙 미드필더로, 강한 견제와 큰 경기에서 특화된 활약으로 알려져 있는데, 중원에서 힘, 체력, 기술력, 전술적 노련함으로 아군을 지원했다.

## 국가대표팀 득점 기록
| #  | 날짜             | 장소              | 상대       | 점수 | 결과 | 대회             |
| -- | ---------------- | ----------------- | ---------- | ---- | ---- | ---------------- |
| 1. | 2007년 9월 12일  | 튀르키예 이스탄불 | 헝가리     | 2–0  | 3–0  | 유로 2008 예선전 |
| 2. | 2008년 11월 19일 | 오스트리아 빈     | 오스트리아 | 1–1  | 4–2  | 친선경기         |

## 수상
트라브존스포르
- 튀르키예 쿠파스: 2002–03

페네르바흐체
- 쉬페르리그: 2003–04, 2004–05, 2006–07
- 쉬페르 쿠파: 2007

베식타시
- 튀르키예 쿠파스: 2010–11

튀르키예
- 유럽 선수권 대회 4강: 2008[5][6][7]